# نيهايم
نيهايم (بالألمانية: Nieheim) هي بلدة ألمانية تقع في ألمانيا في هوكستر. يقدر عدد سكانها بـ 6,631 نسمة .

## أعلام
- فريدريك ويلهلم ويبر
- وليام هيلبراند